# عروس (نمایشنامه)
عروس اولین نمایشنامهٔ دی.اچ. لارنس است که در ژانویه ۱۹۱۳ به پایان رسید. لارنس آن را چنین معرفی کرد: «نه تراژدی است و نه کمدی - فقط معمولی است». نمایشنامه در زمان حیات او نه به روی صحنه رفت و نه منتشر شد.

## اولین اجرا
اولین اجرای نمایشنامه که در سال ۱۹۶۷ به همت پیتر گیل در تئاتر رویال کورت به روی صحنه رفت، به ارزیابی مجدد آثار نمایشی لارنس کمک کرد. در سال ۱۹۶۸ مکمل ادبی تایمز آن را «یک اثر خوب و تکان‌دهنده» که «باید به اندازهٔ پسران و عشاق و بهترین داستان‌های ناتینگهام شر شناخته شود» توصیف کرد. در سال ۲۰۱۲، منتقد انگلیسی مایکل بیلینگتون، آن را «بسیار خارق‌العاده و یکی از بهترین درامهای بریتانیایی بزرگ قرن بیستم» خواند.

## شخصیتها
- خانم گاسکوئین
- خانم پردی
- جو گاسکوئین
- مینی گاسکوئین
- لوتر گاسکوئین
- راننده تاکسی

## تاریخچهٔ اجرا
این نمایش برای نخستین بار در ۱۶ مارس ۱۹۶۷ در تئاتر رویال کورت لندن به کارگردانی پیتر گیل به نمایش درآمد.
هنری دیوید لن در سال ۲۰۰۲، این نمایش را در سالن یانگ ویک به روی صحنه برد و روزنامه گاردین آن را «یکی از بزرگ‌ترین درام‌های بریتانیایی قرن بیستم» نامید.
در سال ۲۰۰۳، دستهٔ تئاتر مینت این نمایش را در شهر نیویورک تولید کرد و نیویورک تایمز آن را یکی از ده اجرای برتر سال معرفی کرد.
در سال ۲۰۱۸ تئاتر آرکولا این نمایش را به کارگردانی جک گمبل به روی صحنه برد.

## اقتباس
در سال ۲۰۱۵، تئاتر ملی با همکاری تئاتر رویال اکسچنج، «شوهران و پسران» را تولید کرد؛ در این اجرا چند نمایشنامهٔ لارنس («عروس»، «جمعه شب یک معدنچی» و «بیوه شدن خانم هالروید») در یک روایت سه ساعته با هم ترکیب شدند. این سه نمایشنامهٔ دی.اچ. لارنس به دست بن پاور اقتباس شدند و تولید آن توسط ماریان الیوت کارگردانی شد.